# 933年
| 千纪： | 1千纪 |
| 世纪： | 9世纪 \| 10世纪 \| 11世纪 |
| 年代： | 900年代 \| 910年代 \| 920年代 \| 930年代 \| 940年代 \| 950年代 \| 960年代 |
| 年份： | 928年 \| 929年 \| 930年 \| 931年 \| 932年 \| 933年 \| 934年 \| 935年 \| 936年 \| 937年 \| 938年 |
| 纪年： | 癸巳年（蛇年）；南吴大和五年；闽龙启元年；于阗同慶二十二年；契丹天显八年；南汉大有六年；后唐（吴越、荆南、马楚）长兴四年；东丹国甘露八年；大義寧大明三年；日本承平三年；后百济正开三十三年；高丽天授十六年 |

## 大事记
- 诺曼底公爵诺曼底公爵威廉一世夺取科唐坦和泽西岛。
- 来自波斯的人来到科摩罗定居。
- 後唐西川節度使孟知祥受封為蜀王。
- 吳越國錢元瓘被後唐封為吳王。
- 王延鈞稱帝，是為閩惠宗。

## 逝世
- 阿方索四世 (莱昂)
- 李從榮，後唐明宗李嗣源次子，封秦王。
- 12月15日——後唐明宗李嗣源。